# Pedro Herrero Rubio
Pour les articles homonymes, voir Herrero et Rubio.

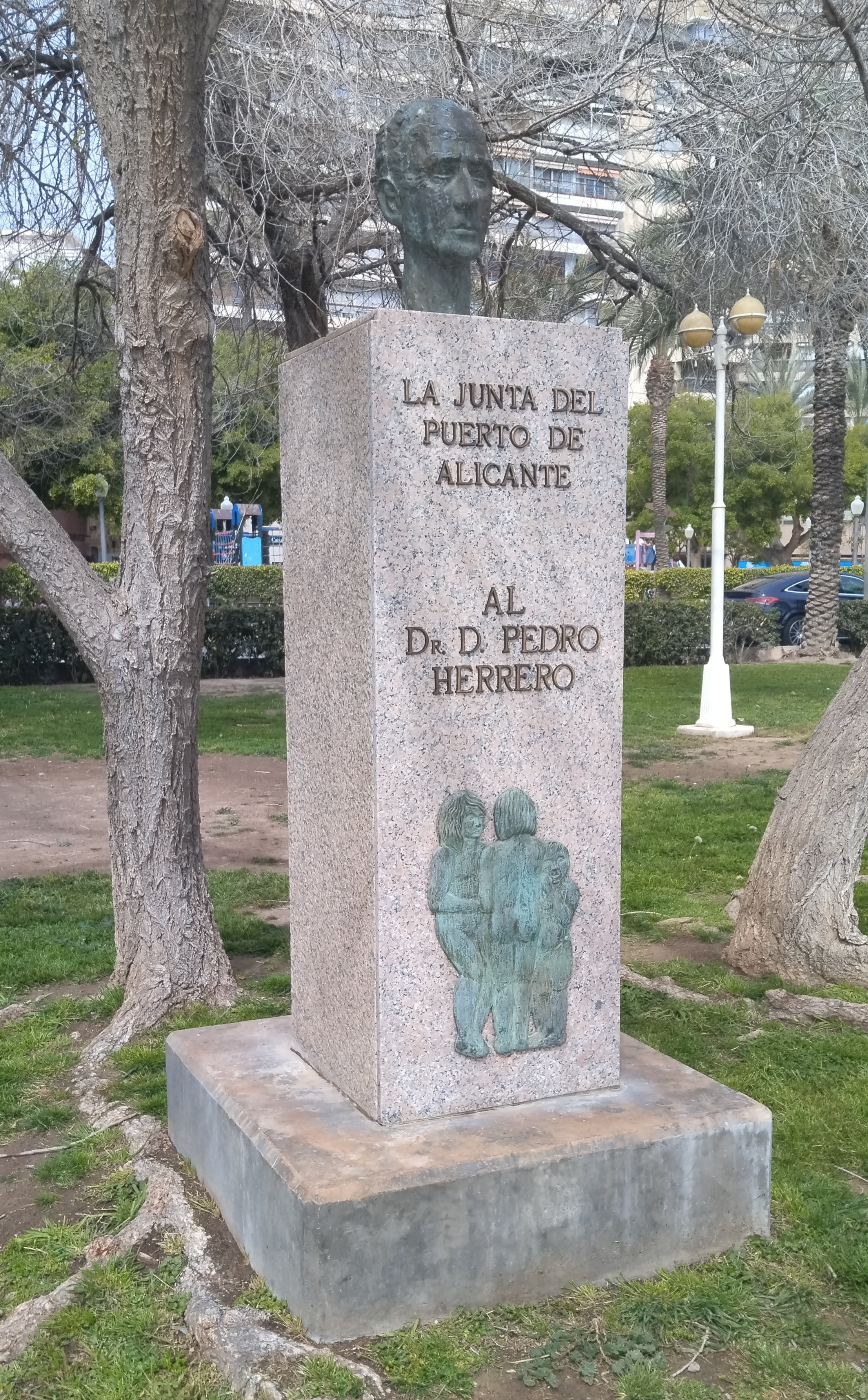
Monument dédié à Pedro Herrero.

Pedro Herrero Rubio, né le 29 avril 1904 à Alicante et décédé le 5 novembre 1978 dans cette même ville, était un médecin espagnol, particulièrement attentif aux plus démunis, et militant catholique. Il est reconnu vénérable par l'Église catholique en février 2017.

## Biographie
Pedro Herrero Rubio est né le 29 avril 1904 dans une famille de la classe moyenne d'Alicante. Après avoir fait ses classes dans sa ville natale, il poursuit ses études en médecine à Paris et à Bruxelles. Revenu en Espagne, la guerre civile qui sévit emmène avec elle une persécution engagée contre le clergé. Engagé dans sa foi catholique, Pedro Herrero Rubio participe à des messes clandestines et reçoit les sacrements en cachette. Arrêté par des miliciens, il est emprisonné à Valence avant que l'engouement populaire le favorisant pousse le Front populaire d'Alicante à le faire libérer. 
Marié et sans enfants, Pedro Herrero Rubio s'engage avec sa femme en faveur des enfants. Ils visitent ensemble les quartiers défavorisés d'Alicante, et ramènent les enfants malades à l'hôpital. Reconnu comme un médecin exemplaire par une grande partie de la population, Pedro Herrero Rubio se dévoue sans limites aux plus démunis, renonçant à ses vacances pour soigner des nourrissons prématurés par exemple. Pendant une trentaine d'années il sera le président du Collège des médecins d'Alicante. Alors que la sécurité sociale n'existait pas encore, il se dévoua à répondre aux besoins médicaux des familles pauvres et sera aussi le pionnier de la modernisation de la pédiatrie en Espagne. Son nom est aujourd'hui inscrit au Conseil médical espagnol. Catholique pratiquant, il est actif au sein de sa paroisse, sera le président de l'Action catholique d'Alicante et ramènera de nombreuses personnes de son entourage à la foi chrétienne. Il meurt le 5 novembre 1978.

## Béatification
La cause pour la béatification et la canonisation de Pedro Herrero Rubio débute le 30 juin 1997 dans le diocèse d'Alicante. La phase diocésaine se clôture le 21 mai 1999 avant d'être transférée à Rome pour y être étudiée par la Congrégation pour les causes des saints. 
Le 27 février 2017, le pape François reconnaît l'héroïcité de ses vertus et le déclare vénérable.
Depuis le 9 mars 2007, une enquête est en cours pour étudier une guérison inexplicable obtenue par l'intercession de Pedro Herrero Rubio. La reconnaissance de ce miracle permettrait sa béatification.